# Postlow
Postlow település Németországban, Mecklenburg-Elő-Pomeránia tartományban. Lakosainak száma 300 fő (2023. december 31.).

## Népesség
A település népességének változása:
| Lakosok száma | 298  | 301  | 294  | 297  | 300  |
|               | 2017 | 2019 | 2021 | 2022 | 2023 |